# Lithothamnion neglectum
Lithothamnion neglectum (Foslie) Foslie, 1902  é o nome botânico  de uma espécie de algas vermelhas  pluricelulares do gênero Lithothamnion, subfamília Melobesioideae.
- São algas marinhas encontradas na Ilha de Gonçalo Álvares, Chile e Antárctica.

## Sinonímia
- Lithothamnion muelleri f. neglecta  Foslie, 1900
- Mesophyllum neglectum  (Foslie) Adey, 1970